# Крымскотатарский академический музыкально-драматический театр
Крымскотатарский государственный академический музыкально-драматический театр (крымскотат. Къырымтатар девлет академик музыкалы драма театри, Qırımtatar devlet akademik muzıkalı drama teatri) — единственный тюркоязычный театр в Крыму (ранее на Украине), единственный в мире театр крымских татар.

## История
В 1901 году было открыто Здание стационарного театра Крымских татар, в то время роли исполняли только мужчины даже женские роли тоже исполняли мужчины.
С 1922 года началось бурное развитие Крымскотатарского театра, театроведы называют «Эпохой крымскотатарского ренессанса». Ставились пьессы Шекспира и Мольера, Ипчи и Лятиф-заде, Гольдони и Бомарше, Толстого и Тренёва.В театре работали выдающиеся актёры, режиссёры, драматурги, которые создавали традиции и ту неповторимую национальную театральную школу, которую сегодня продолжает Крымскотатарский академический музыкально-драматический театр. В театре играли А. Тайганская, А. Клычева, Э. Челебиева, А. Пармаксызова, А. Теминдар, И. Грабов, братья Париковы и многие другие.
В 1930-е годы многие деятели культуры, связанные с театром были репрессированы НКВД по обвинению в крымскотатарском национализме, в том числе первый руководитель театра У. Ипчи, драматург А. Лятиф-заде и другие.
С началом войны многие из мужской части труппы были призваны на фронт. Воевали на фронтах работники театра С. Джетере, А. Джемилев.
В 1942 году во время оккупации немецкие власти заново открыли Крымский драматический театр им Горького под новым названием «Симферопольский русский театр драмы и комедии» и Крымскотатарский музыкально-драматический театр. Ставился довоенный национальный и классический репертуар и составные концертные программы. Играли артисты Д. Трупчу, С. Эреджепова и другие, ставил режиссёр Г. Исмагилов. В 1943 году часть труппы театра эвакуировалась вместе немецко-румынскими войсками в Румынию, за что позднее преследовалась в СССР.
В депортации, если танцевальный ансамбль Хайтарма был возрождён уже в 1956 году, театр восстановлен не был. Творческие работники театра после нескольких лет вне профессии нашли места в труппах театров Узбекистана, Азербайджана, Казани, республик Кавказа. Театр возрождается в Крыму после массового возвращения из депортации в начале 1989 года, благодаря усилиям деятелей крымскотатарской культуры И. Бахшиша, С. Османова, А. Диттановой и других.
Возрождённому театру передаётся дом культуры МВД имени Дзержинского на улице Менделеева, первоначально здание клуба для сотрудников НКВД построенное по проекту крымского архитектора В. И. Ковальского. По совпадению сам Ковальский в 1924-1925 год работал художником-декоратором крымскотатарского театра. До 1977 года в этом здании работал Крымский областной украинский музыкально-драматический театр.
В 2002 году театр получил звание академический.

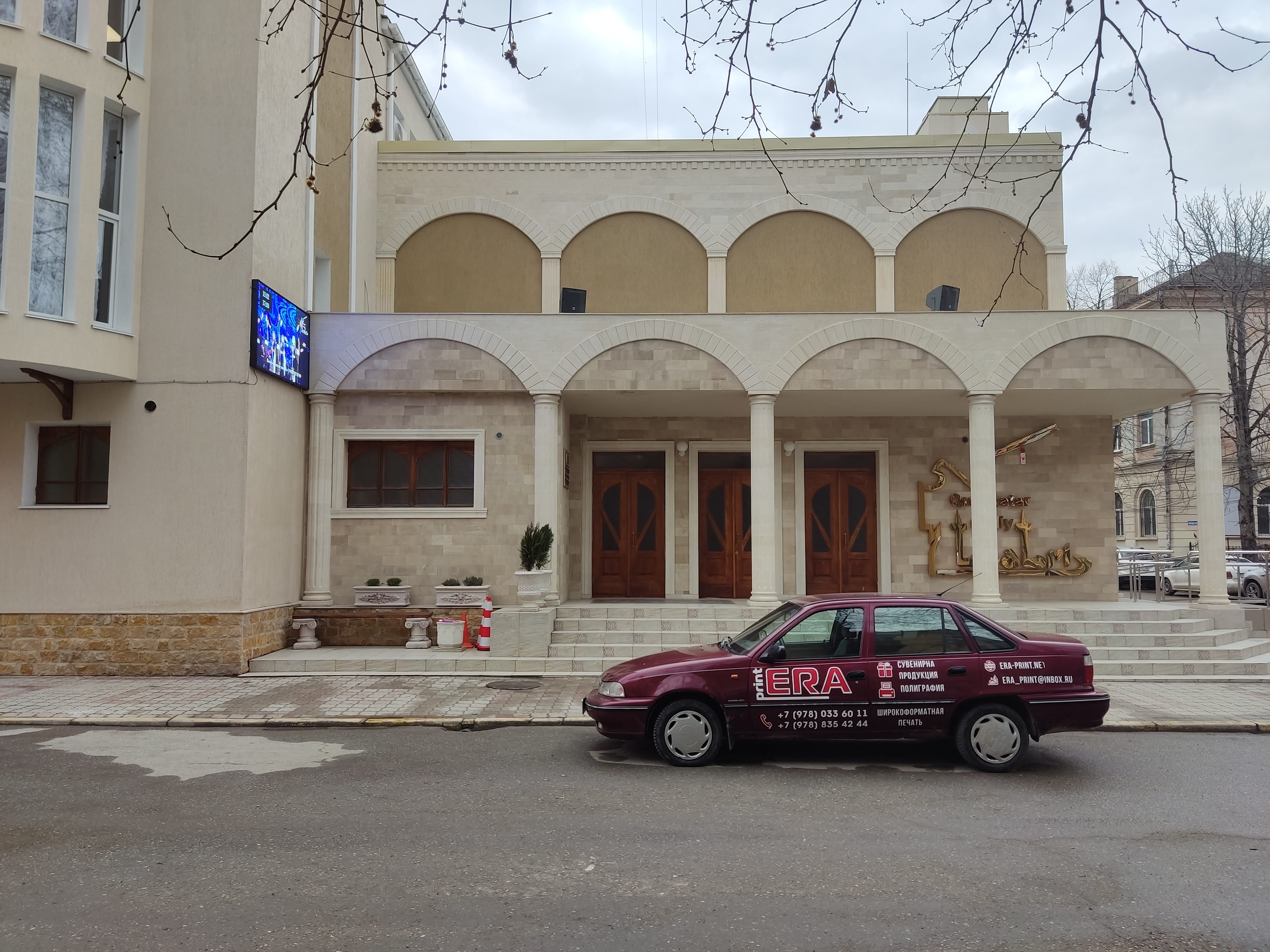
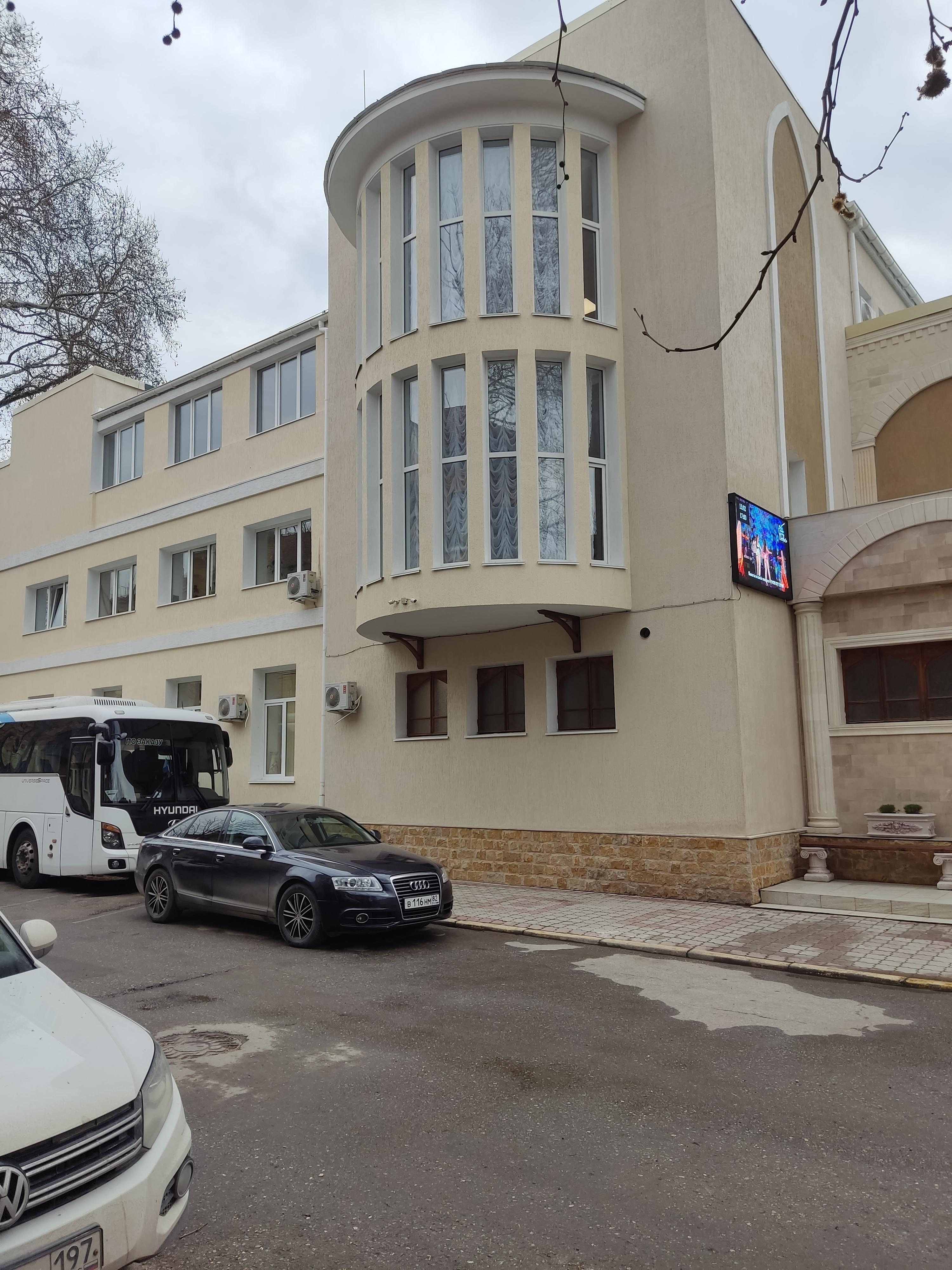
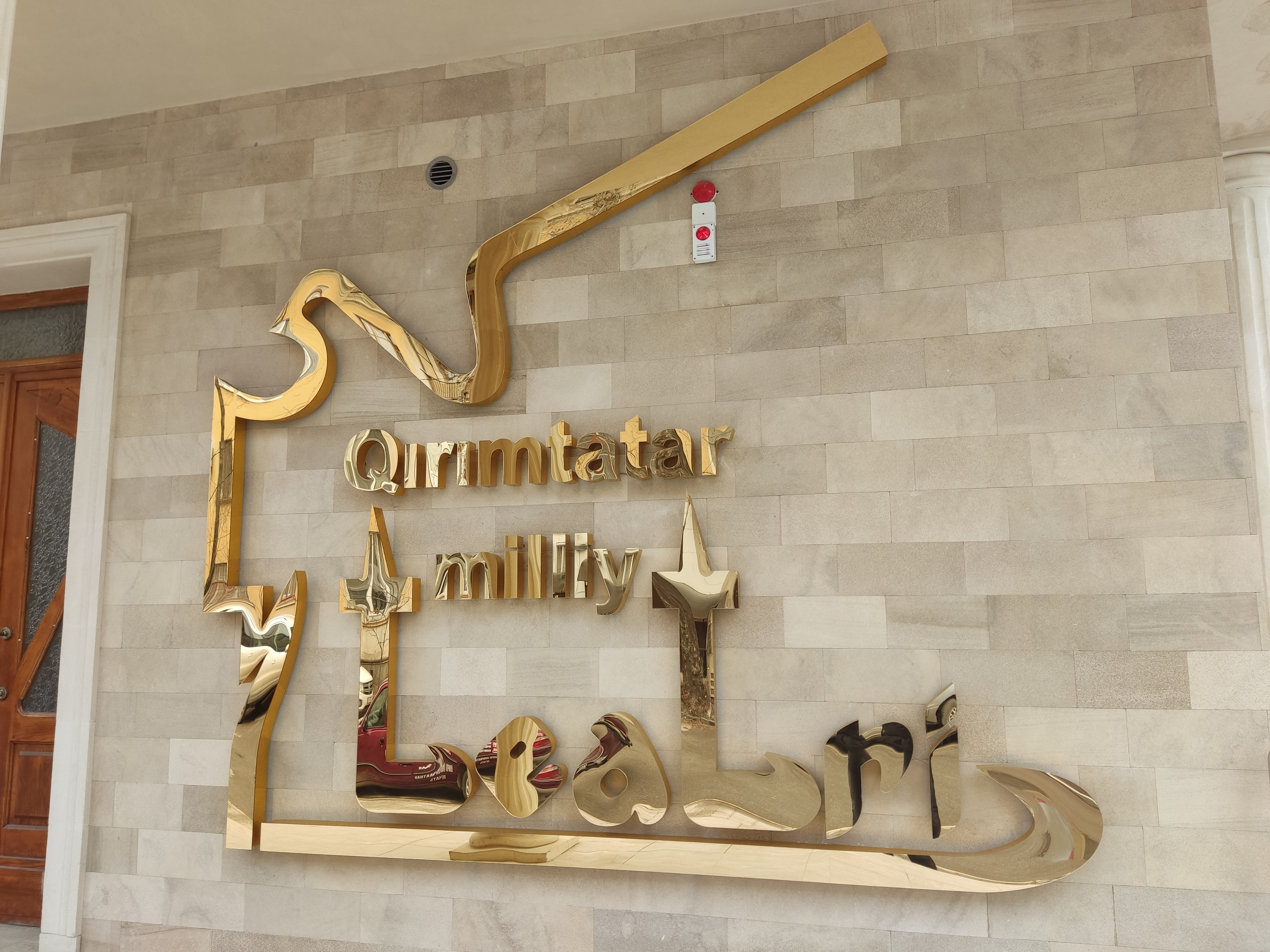
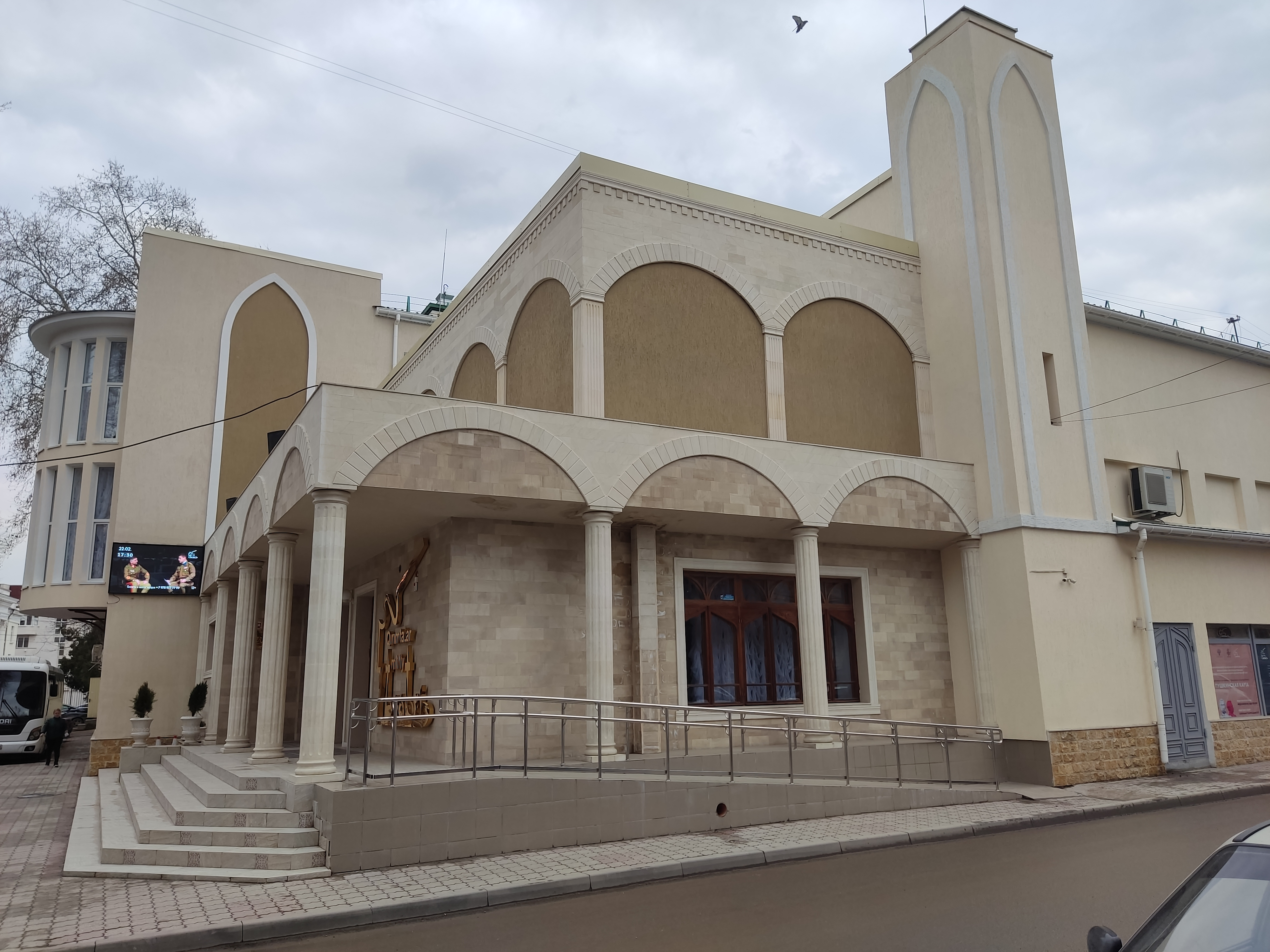

В 2020 году в Крымскотатарском театре прошёл юбилейный концерт, посвященный 30-летию Театра. За весь период своего существования в Крымскотатарском театре было поставлено множество спектаклей, многие из которых до сих пор показываются для зрителей.
В 2020 году порядка 50 млн рублей было направлено на комплексные работы по капитальному ремонту здания Крымскотатарского государственного академического музыкально-драматического театра в Симферополе. Об этом в интервью телеканалу «Россия 1» сообщила министр культуры Республики Крым Арина Новосельская.

## Руководители
- Ипчи, Умер (1920-е)
- Абдуреим, Ильяс Шейх-заде (1930-е) - член Союза писателей СССР (1934).
- Бахшиш, Ильяс Темирович (1898-1994) - заслуженный деятель искусств Украины (1993).
- Билялов, Билял Шевкетович (1998—2018)  -  заслуженный деятель искусств Украины (2006).
- Билялова, Зарема Ленуровна  -  заслуженная артистка Республики Крым.